# Staatsregierung Renner III
Die Staatsregierung Renner III (17. Oktober 1919 – 7. Juli 1920) wurde von der Konstituierenden Nationalversammlung für Deutschösterreich auf Grund des am 14. März 1919 beschlossenen Gesetzes über die Staatsregierung gewählt. Sie war eine Koalitionsregierung der Sozialdemokraten und der Christlichsozialen.
Die Nationalversammlung ratifizierte am 17. Oktober 1919 den von Renner mit Ermächtigung vom 6. September 1919 unterzeichneten Vertrag von Saint-Germain, den Friedensvertrag der Kriegssieger mit Österreich. (Vom gleichen Tag an wurde der Staat Deutschösterreich vertragsgemäß als Republik Österreich bezeichnet.) Unmittelbar danach trat die Staatsregierung Renner II zurück. Das Kabinett Renner III wurde von der Nationalversammlung mit 76 Ja-Stimmen bei 19 (großdeutschen) Nein-Stimmen gewählt. Staatskanzler Renner, nach dem Rücktritt Otto Bauers seit 26. Juli 1919 mit der Leitung des Außenressorts betraut, wurde nun formell neben seiner Leitung der Staatskanzlei auch Staatssekretär für Äußeres. Finanzstaatssekretär Josef Schumpeter gehörte dem Kabinett Renner III nicht mehr an, ebenso Josef Stöckler, Ressortchef für Land- und Forstwirtschaft. Der prominente Christlichsoziale Michael Mayr, der Renner im folgenden Sommer als Regierungschef nachfolgen sollte, wurde erstmals Kabinettsmitglied.
In seiner Regierungserklärung betonte Renner, das Land sei in einer sehr schwierigen Lage, weil man so lang auf den Friedensvertrag habe warten müssen: Heute ist die Frage, ob wir leben können. Im Winter drohten Hunger und Kälte. Diese Situation, einem Schneesturm vergleichbar, der zwei ansonsten gegnerische Bergsteiger zu gemeinsamen Überlebensbemühungen bewogen habe, sei der Anlass für die Koalition.
Das Kabinett Renner III wurde nach vierwöchiger Regierungskrise am 7. Juli 1920 von der Staatsregierung Mayr I, einer Proporz-Übergangsregierung, abgelöst, weil die beiden Parteien der Großen Koalition das Vertrauen zueinander verloren hatten.
| Staatssekretär (für)                                                                            | Amtsinhaber                                      | Partei                    | Unterstaatssekretär                                                                  |
| ----------------------------------------------------------------------------------------------- | ------------------------------------------------ | ------------------------- | ------------------------------------------------------------------------------------ |
| Staatskanzler Äußeres                                                                           | Karl Renner                                      | SDAP                      |                                                                                      |
| Vizekanzler                                                                                     | Jodok Fink                                       | CSP                       |                                                                                      |
| Inneres und Unterricht                                                                          | Matthias Eldersch                                | SDAP                      | für Unterricht: Otto Glöckel (SDAP) für Kultus: Wilhelm Miklas (CSP)                 |
| Justiz                                                                                          | Rudolf Ramek ab 24. Juni 1920: Matthias Eldersch | CSP SDAP                  | Arnold Eisler (SDAP)                                                                 |
| Finanzen                                                                                        | Richard Reisch                                   | ohne Parteimitgliedschaft |                                                                                      |
| Land- und Forstwirtschaft                                                                       | Josef Stöckler                                   | CSP                       |                                                                                      |
| Handel und Gewerbe, Industrie und Bauten                                                        | Johann Zerdik                                    | CSP                       | Wilhelm Ellenbogen (SDAP)                                                            |
| Soziale Verwaltung                                                                              | Ferdinand Hanusch                                | SDAP                      | für soziale Verwaltung: Josef Resch (CSP) für Volksgesundheit: Julius Tandler (SDAP) |
| Heereswesen                                                                                     | Julius Deutsch                                   | SDAP                      | Erwin Waiß (CSP)                                                                     |
| Volksernährung                                                                                  | Johann Löwenfeld-Russ                            | ohne Parteimitgliedschaft |                                                                                      |
| Verkehrswesen                                                                                   | Ludwig Paul (bis † 1. Juli 1920)                 | ohne Parteimitgliedschaft |                                                                                      |
| mit dem bloß persönlichen Aufgabenkreis der Mitarbeit an der Verfassungs- und Verwaltungsreform | Michael Mayr                                     | CSP                       |                                                                                      |

## Belege
1. ↑  Tageszeitung Wiener Zeitung, Nr. 239, Wien, 18. Oktober 1919, S. 1, Amtlicher Teil
2. ↑  Stenographisches Protokoll. 32. Sitzung der Konstituierenden Nationalversammlung. 17. Oktober 1919, S. 846 f.